# Heartbreaker (album G-Dragona)
Heartbreaker – pierwszy solowy album studyjny G-Dragona, wydany 18 sierpnia 2009 roku przez YG Entertainment. Główny singel z płyty znalazł się na szczycie różnych list przebojów. Album sprzedał się w liczbie 291 996 egzemplarzy.
17 października 2011 roku album został wydany ponownie z nową okładką.

## Lista utworów
| Nr  | Tytuł                                                                               | Słowa               | Kompozycja                | Aranżacja       | Czas |
| --- | ----------------------------------------------------------------------------------- | ------------------- | ------------------------- | --------------- | ---- |
| 1.  | "Sonyeoniyeo (A Boy)" (kor. 소년이여(A Boy))                                        | G-Dragon            | G-Dragon, Choice37        | Choice37        | 3:29 |
| 2.  | "Heartbreaker"                                                                      | G-Dragon            | G-Dragon, Jimmy Thornfelt | Jimmy Thornfelt | 3:22 |
| 3.  | "Breathe"                                                                           | G-Dragon            | G-Dragon, Jimmy Thornfelt | Jimmy Thornfelt | 3:27 |
| 4.  | "Butterfly" (feat. Jin Jung)                                                        | G-Dragon            | Choice37, G-Dragon        | Choice37        | 3:42 |
| 5.  | "Hello" (feat. Sandara)                                                             | G-Dragon            | Kush, G-Dragon            | Kush            | 3:17 |
| 6.  | "Gossip Man" (feat. Kim Gun-mo)                                                     | G-Dragon            | Teddy, G-Dragon           | Teddy           | 3:31 |
| 7.  | "Korean Dream" (feat. Taeyang)                                                      | G-Dragon            | G-Dragon, Jimmy Thornfelt | Jimmy Thornfelt | 3:16 |
| 8.  | "The Leaders (feat. Teddy & CL)                                                     | G-Dragon, Teddy, CL | Teddy                     | Teddy           | 3:48 |
| 9.  | "She's Gone" (feat. Kush)                                                           | G-Dragon            | Kush, G-Dragon            | Kush            | 3:44 |
| 10. | "Ilnyeon Jeonggeojang (Station Of One Year)" (kor. 1년 정거장(Station Of One Year)) | G-Dragon            | Kush, G-Dragon            | Kush            | 4:04 |

## Nagrody
- 2009: Mnet Asian Music Awards „Album Roku” – wygrana[5]
- 2009: Melon Music Awards „Album Roku” – wygrana[6]